# چوب‌بازی سیستانی
چوب‌بازی سیستان (به سیستانی: چوبازی) یکی از رقص‌های معروف و پرطرفدار مردم منطقه سیستان است.

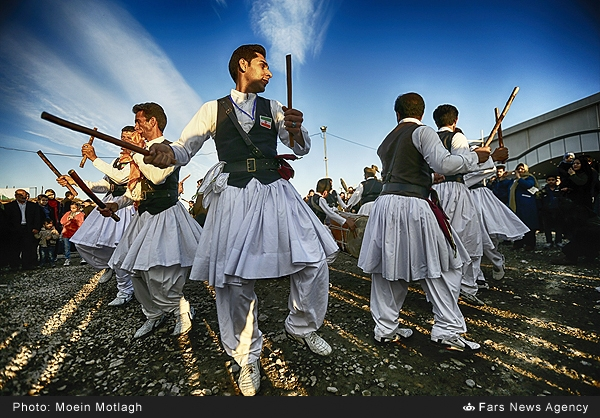
رقص‌چوب سیستانی توسط مردم سیستانی

این رقص در بین مردم سیستان به نام چوب بازی معروف است و برای آن یک یا دو چوب لازم است. در بعضی مواقع هنگام چوب بازی از یک چوب و در مواردی دوچوبه آن را بازی می‌کنند. برای این رقص نیاز به موسیقی محلی سیستان است که دهل و ساز مورد استفاده قرار می‌گیرد و فردی که چوب بازی می‌کند با ساز و دهل حرکات نمایشی انجام می‌دهد. این رقص بیشتر در مراسم عروسی مردم سیستان و همچنین در جشن‌ها و تولدها انجام می‌شود.
چوب بازی اصیل سیستان قدمت و ریشه دیرینه دارد و از گذشته دور در سیستان برای تمرین در زرم از آن استفاده می‌شده‌است.

## آیین چوب بازی
در فرهنگ سیستانی نوعی رقص وجود دارد که از آن به عنوان (چوب بازی) یاد می‌شود. چوب بازی ریشه‌هایی کهن در فرهنگ سیستانیان دارد و با وجود دگرگونی زندگی اجتماعی و قرارگیری در دوران گذار از زندگی سنتی به جدید همچنان طرفداران خود را دارد و در فرهنگ شادمانی مردم سیستان جایگاه والای خود را حفظ کرده‌است و حس نوستالژیک موجود در این نوع رقص همواره کنشگران را به مؤلفه‌های شادی و شادمانی پیوند می‌زند.
در آیین چوب بازی سیستان عده‌ای از افراد با تشکیل دایره و همراهی نوای دهل و ساز به حرکت درآمده و با کوبیدن چوب‌های کوتاهی که در دست دارند در یک حرکت دوار به چرخش درمی آیند. چوب به عنوان یکی از عناصر موجود در این رقص به شدت معنایی نمادین دارد.
در این‌جا چوب وسیله‌ای برای به ظهور رساندن احساس شادی است. از سوی دیگر چوب به عنوان یکی از اولین سلاح‌های مورد استفاده بشر شناخته می‌شود و از دیرباز یکی از اولین وسایل دفاعی انسانه بوده‌است.
چوب به عنوان یک سلاح در زندگی گذشته مورد استفاده قرار می‌گرفته و از همین جهت که می‌گوییم چوب بازی نمادی است از جنگ و صلح، نمادی از شادی و دفاع. چوب بازی به عنوان میراث به جا مانده از زندگی گذشته، در دورانی نه چندان دور دارای کارکردی دوگانه بود. از یک سو فرصتی برای ابراز شادی در صلح و از سوی دیگر تمرینی برای آمادگی دفاعی.

## چوب بازی در زندگی اجتماعی
در زندگی اجتماعی بشر رقص با شدیدترین بروز و ظهور احساسات و شورها همراه است. چوب بازی به عنوان نوعی رقص ادراکات مشترک رقصندگان را از معنای زندگی و چیستی فرهنگشان با شدیدترین احساسات و شورها به نمایش درمی‌آورد در چوب بازی نوازندگان (نوازنده دهل و ساز سرنا) در مرکز دایره و سایر افراد در گرداگرد آنها قرار می‌گیرند. صدای ساز و ریتم و سرعت آن، کنترل‌کنندهٔ رفتار عاملان رقص است و تو گویی همه آن‌ها بر مدار نوازندگان و نوای سحرآمیز ساز آن‌ها می‌چرخند و با نیروی جاذبه آن‌ها این حرکت دوار ادامه دارد. نوع انجام رقص چوب بازی که رقصی جمعی است و هماهنگی رفتاری کنشگران را می‌طلبد، دلالت بر پیوستگی زندگی اجتماعی کنشگران آن دارد.
زندگی اجتماعی که در آن به هم پیوستگی اجتماعی امری حیاتی است. نحوه اجرای رقص چوب بازی مستلزم ادراکات مشترک عاملان رقص، نوازندگان، نواها و ابزار مورد استفاده است. چگونگی کنش و واکنش رقصندگان نسبت به هم، عکس‌العمل آن‌ها نسبت به نوازندگان، چگونگی واکنش در مقابل نواها و سرعت و ریتم آن‌ها همگی در سطحی وسیع از درک مشترک همه عاملان نشأت می‌گیرد. آنچنانکه گفتیم زبان رقص زبان نشانه و نماد است زبانی که اغلب به وسیله اشکال و علائم بصری و صدا و آوای موسیقی و آواز سخن می‌گوید. همه این نمادها در چوب بازی وجود دارد. به عنوان مثال در زمانی که ریتم و نوای ساز به بالاترین سطح سرعت می‌رسد و نوازنده رقصندگان را به بالاترین سطح شورانگیزی می‌رساند، نوازنده سرنا با حذف صدای سرنا از زمینه اجازه می‌دهد صدای دهل به تنهایی به گوش برسد و در این هنگام نوازنده دهل با ضرباتی نرم و آرام رقصندگان را به خلسه‌ای فرو می‌برد و در این‌جا تنها صدای ضربات چوب بر یکدیگر به گوش می‌رسد و فریاد بلند رقصندگان که نشانه‌ای از اوج شور و شادی است. اگر چه چوب بازی به عنوان یک رقص سنت سیستانی‌ها است اما هر ناظری می‌تواند در آن موقعیت و زمینه این نمادها و نشانه‌ها را درک کند و به معنایی مشترک با سایرین برسد.

## چوب بازی در فرهنگ مردم سیستان
چوب بازی به عنوان بخشی از فرهنگ مردم سیستان به دنبال بازآفرینی و بازنمایی شیوه زیست فرهنگی سیستانیان است و فرهنگ مردم سیستان را در زبانی نمادین، هنرمندانه و زیبایی شناسانه با بالاترین سطح از انرژی و احساسات به ظهور می‌رساند. چوب بازی همانند دیگر گونه‌های رقص فولکلوریک در برابر معضلات و گره‌های زندگی پیام صلح و شادی، همبستگی، پیوند و انسانی‌تر زیستن را می‌دهد.

## انواع چوب بازی
رقص چوب به دو نوع تک چوب و دو چوب مجزا تقسیم می‌شود.
در رقص دو چوب توسط دونفر و با دو چوب انجام می‌شود ولی در تک چوب جمعیتی دایره وار از رقصنده‌ها که تنها یکچوب در دست دارند همه با هم به رقص گروهی می‌پردازند و جمعیتی کناری با هورا و شاباش رقصنده‌ها را تشویق می‌کنند.
سازهایی که سیستانی‌ها در این مراسم ازآن استفاده می‌کنند سنتور، قیچک، چوگیر، دهل و ساز است.